# János Hegedűs
János Hegedűs (Budapest, 4 ottobre 1996) è un calciatore ungherese, difensore del Csíkszereda.

## Caratteristiche tecniche
È un difensore centrale.

## Carriera

### Club
Ha giocato nella prima divisione ungherese.

### Nazionale
Il 10 novembre 2017 ha esordito con la nazionale Under-21 ungherese disputando il match di qualificazione per gli Europei del 2019 pareggiato 2-2 contro la Svezia.